# Palais Schaumburg
El Palacio Schaumburg (en alemán: Palais Schaumburg) es un edificio de estilo neoclásico ubicado en Bonn, Alemania, que sirvió como la sede oficial principal de la Cancillería Federal Alemana y la residencia oficial principal del Canciller de la República Federal de Alemania desde 1949 hasta 1976. Como sede de la Federal Cancillería, era simplemente conocida como la Casa del Canciller Federal (en alemán: Haus des Bundeskanzlers). Desde 2001, el Palacio Schaumburg ha servido como sede oficial secundaria de la Cancillería Federal Alemana y residencia oficial secundaria del Canciller de la República Federal de Alemania.

## Historia
El palacio neoclásico tardío fue construido entre 1858 y 1860 para el fabricante de telas Wilhelm Loeschigk. Comprado por el Príncipe Adolfo de Schaumburg-Lippe, se expandió durante los años siguientes. El 31 de enero de 1939, el ejército compró el palacio al príncipe Wolrad de Schaumburg-Lippe.
Después de la Segunda Guerra Mundial, el personal del ejército belga usó el edificio hasta que se convirtió en residencia oficial del primer canciller de la República Federal, Konrad Adenauer, en noviembre de 1949. Dos meses después, saludó al primer invitado estatal de la nueva república, Robert Schuman.
Hans Schwippert reconstruyó el edificio para su uso como Cancillería Federal en 1950. También fue ampliado por las llamadas casas 2 y 3. Para 1976, se necesitaba más espacio, por lo que se planeó un nuevo edificio. Algunos departamentos permanecieron en el palacio, que permaneció en uso con fines ceremoniales. En 1963, el Wohn- und Empfangsgebäude des Bundeskanzlers, el llamado Canciller bungalow (Kanzlerbungalow), en el estilo moderno del arquitecto Sep Ruf, se construyó en el amplio parque como una residencia semioficial para los cancilleres.
El Palacio Schaumburg se convirtió en el hogar del ministerio federal de medio ambiente, conservación y seguridad de los reactores (Bundesministeriums für Umwelt, Naturschutz und Reaktorsicherheit) cuando se formó en 1986. Después de la reunificación de Alemania en 1990, cinco "Ministros Federales de Asuntos Especiales" mantuvieron oficinas en el palais.
El palacio fue utilizado en la firma del tratado sobre la creación de una moneda, economía y unión social en 1990 por representantes de ambos estados alemanes.
Desde la mudanza del gobierno en 1999, el Palacio Schaumburg ha servido desde 2001 como sede oficial secundaria de la Cancillería Federal y residencia oficial secundaria para el Canciller, en la que se alojan diferentes departamentos.
El palacio no es de acceso público. Por lo general, el Haus der Geschichte brinda la oportunidad de reservar recorridos y visitar el lugar histórico. Pero desde agosto de 2013, el palacio ha estado cerrado debido a la restauración del edificio, estimado para cinco años. En lugar de eso, el Haus der Geschichte ofrece un recorrido panorámico en línea. El recorrido virtual muestra todas las salas de exhibición, así como tres vistas desde el exterior, proporcionando una vista del edificio y el parque.

## Ocupantes
|   | Canciller            | Periodo     | Partido |
| - | -------------------- | ----------- | ------- |
| 1 | Konrad Adenauer      | 1949 - 1963 | CDU     |
| 2 | Ludwig Erhard        | 1963 - 1966 | CDU     |
| 3 | Kurt Georg Kiesinger | 1966 - 1969 | CDU     |
| 4 | Willy Brandt         | 1969 - 1974 | SPD     |
| 5 | Helmut Schmidt       | 1974 - 1982 | SPD     |
| 6 | Helmut Kohl          | 1982 - 1998 | CDU     |
| 7 | Gerhard Schröder     | 1998 - 2005 | SPD     |